# Ondřej Kúdela
Ondřej Kúdela (* 26. März 1987 in Bojkovice, ehemalige Tschechoslowakei) ist ein tschechischer Fußballspieler.

## Karriere

### Vereine
Ondřej Kúdela wuchs in Pitín auf; weil es im dortigen Verein keine Jugendmannschaften gab, begann er mit dem Fußballspielen im nahen Bojkovice beim dortigen Verein Viktoria. 1997 wurde er bei einem Turnier von Funktionären des FC Synot, des heutigen 1. FC Slovácko entdeckt, und anschließend verpflichtet. Er durchlief alle Jugendteams und gab, noch als A-Jugendlicher, am 28. Mai 2005 beim Auswärtsspiel gegen den FK Mladá Boleslav sein Debüt in der Gambrinus-Liga. Im Sommer 2005 wurde er in den Erstligakader aufgenommen und bestritt in der Saison 2005/06 zwölf Spiele. Gleich am ersten Spieltag der Saison schoss er beim FK Jablonec sein erstes Ligator. In der Spielzeit 2006/07 bestritt der Mittelfeldspieler 18 Partien. Als hoffnungsvolles Talent wurde er im Sommer 2007 vom tschechischen Spitzenverein Sparta Prag verpflichtet. Dort konnte er sich nicht durchsetzen und wurde Mitte September 2007 an den SK Kladno ausgeliehen. Im Januar 2008 kehrte er nach Prag zurück, kam aber bis Saisonende nicht mehr zum Einsatz.
Kúdela wechselte im Januar 2009 zum FK Mladá Boleslav, bei dem der Mittelfeldspieler einen Dreieinhalb-Jahres-Vertrag unterzeichnete. In der Saison 2010/11 sicherte er sich einen festen Platz im Team. Mit dem Pokalsieg gewann er 2011 seinen ersten Titel. Im Sommer 2014 wurde er für ein halbes Jahr an Ordabassy Schymkent nach Kasachstan ausgeliehen. Er kehrte Anfang 2015 nach Mladá Boleslav zurück und wurde zunächst nicht eingesetzt. In der Saison 2015/16 konnte er mit seiner Mannschaft erneut den nationalen Pokal gewinnen. Anfang 2017 verließ Kúdela den Klub und schloss sich Slovan Liberec an. Von 2018 bis 2022 spielte er für Slavia Prag, mit dem er jeweils dreimal die Meisterschaft und den Pokal gewann. Zur Saison 2022/23 wurde er vom indonesischen Erstligisten Persija Jakarta verpflichtet. Unter Trainer Thomas Doll debütierte er am 23. Juli 2022 (1. Spieltag) bei der 0:1-Niederlage im Auswärtsspiel gegen Bali United.

### Nationalmannschaft
Ondřej Kúdela durchlief ab der Altersklasse U17 alle Nachwuchsnationalmannschaften Tschechiens. Er gehörte dem Kader der U20-Nationalmannschaft bei der Junioren-WM 2007 in Kanada an. In Prag gab er am 26. März 2019 sein Debüt in der A-Nationalmannschaft, die das Freundschaftsspiel gegen die Nationalmannschaft Brasiliens mit 1:3 verlor, als er für Ondřej Čelůstka in der 59. Minute eingewechselt wurde.

## Erfolge
- Tschechischer Meister: 2019, 2020, 2021
- Tschechischer Pokalsieger: 2011, 2016, 2018, 2019, 2021